# HD112734
HD112734 — хімічно пекулярна зоря спектрального класу A5, що має видиму зоряну величину в смузі V приблизно  6,9.
Вона  розташована на відстані близько 243,6 світлових років від Сонця.